# دنیسلاو آندریف
دنیسلاو آندریف (بلغاری: Денислав Андреев؛ زادهٔ ۱۲ سپتامبر ۱۹۸۳) بازیکن فوتبال اهل بلغارستان است.